# Herman Vanspringel

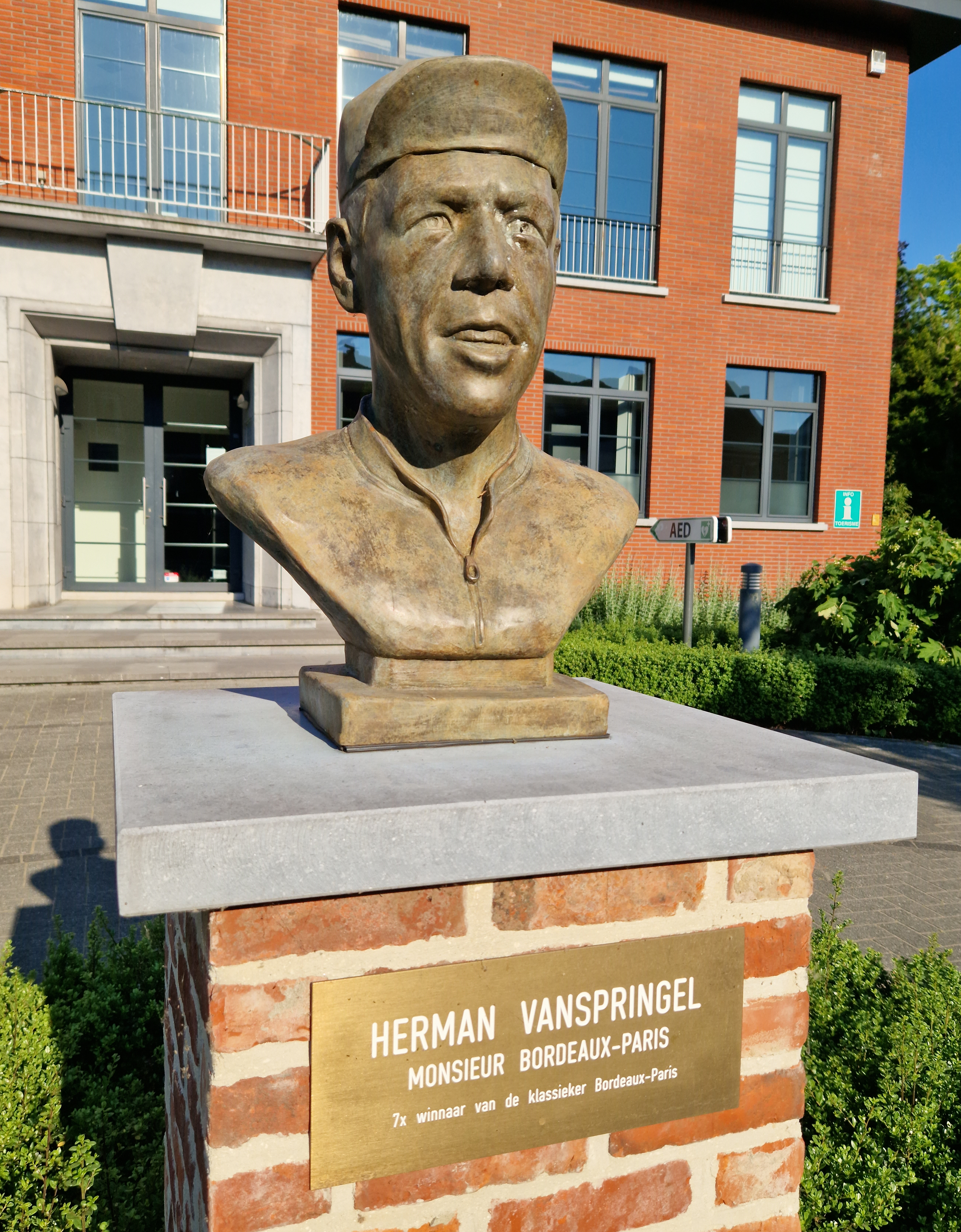
Byst av Herman Vanspringel i Grobbendonck.

Herman Vanspringel, även Van Springel, född den 14 augusti 1943 i Ranst, död den 25 augusti 2022 i Grobbendonck, var en belgisk professionell landsvägscyklist som placerade sig på podiet i alla tre Grand tours, blev totalvinnare av "världscupen" Super Prestige Pernod 1968 och vann Bordeaux-Paris sju gånger.

## Meriter
1964
3:a totalt i Tour du Nord
1965
8:a totalt i Tour de Suisse
1966
Vinnare av Gent-Wevelgem
Vinnare av Bryssel-Ingooigem
Vinnare av Flèche Hesbignonne
Vinnare av Grote Prijs Jef Scherens
Vinnare av etapp 2 i Critérium du Dauphiné Libéré
3:a i Milano-Sanremo
3:a i Circuit des Frontières
6:a totalt i Tour de France
1967
Vinnare av etapperna 6 (TTT) och etapp 7 i Tour de France
2:a totalt i Belgien runt
Vinnare av etapp 2b
2:a i Bordeaux-Paris
2:a i Grote Prijs Jef Scherens
7:a totalt i Dunkerques fyradagars
8:a i Flandern runt
8:a i Liège-Bastogne-Liège
9:a i Paris-Luxemburg
1968
Vinnare av Super Prestige Pernod
2:a i  linjelopp vid Världsmästerskapen i landsvägscykling
2:a totalt i Tour de France
Vinnare av etapperna 3 (TTT) och 13
Vinnare av Lombardiet runt
Vinnare av Omloop Het Volk
Vinnare av Omloop van Midden-België
2:a i Paris-Roubaix
2:a i Grand Prix des Nations
2:a i Trofeo Baracchi (med Ole Ritter)
3:a i Rund um den Henninger Turm
3:a totalt i Tour de Suisse
Vinnare av etapp 1
3:a totalt i Belgien runt
Vinnare av etapp 1
3:a i Harelbeke-Antwerpen-Harelbeke
4:a totalt i Dunkerques fyradagars
5:a i Liège-Bastogne-Liège
8:a i Vallonska pilen
1969
Vinnare av etapperna 10 och 21 i Tour de France
Vinnare av Paris-Tours
Vinnare av etapperna 4, 7 och 10 i Tour de Suisse
Vinnare av Grand Prix des Nations
Vinnare  totalt av À travers Lausanne
Vinnare av etapperna 1 (TTT) och 2
Vinnare av etapp 1 i Dunkerques fyradagars
Vinnare av Rund um den Henninger Turm
Vinnare av Trofeo Baracchi (med Joaquim Agostinho)
2:a i Lombardiet runt
2:a i Grand Prix Pino Cerami
3:a totalt i Super Prestige Pernod
3:a totalt i Belgien runt
Vinnare av etapp 2b
3:a i Rund um den Henninger Turm
3:a i Gran Premio di Lugano
4:a totalt i Paris-Nice
4:a totalt i Dunkerques fyradagars
7:a totalt i Critérium du Dauphiné Libéré
8:a totalt i Tour de Suisse
9:a i Liège-Bastogne-Liège
1970
Vinnare av Bordeaux-Paris
Vinnare av Brabantse Pijl
Vinnare av Grand Prix des Nations
Vinnare av Schaal Sels
Vinnare av Heistse Pijl
Vinnare av etapp 3 Belgien runt
2:a totalt i Super Prestige Pernod
2:a i linjelopp vid Belgiska mästerskapen
2:a i Critérium des As
3:a totalt i Vuelta a España
3:a totalt i Critérium du Dauphiné Libéré
3:a i Trofeo Baracchi (med Willy In't Ven)
5:a i Lombardiet runt
6:a i Liège-Bastogne-Liège
8;a i Vallonska pilen
1971
Vinnare av  linjeloppet vid Belgiska mästerskapen
Vinnare av etapperna 1 (TTT) och 16b i Tour de France
Vinnare av Züri Metzgete
Vinnare av Nokere Koerse
2:a totalt i Giro d'Italia
2:a totalt i Belgien runt
Vinnare av etapp 3
2:a i Paris-Roubaix
2:a i Circuit de l'Aulne
3:a totalt i Giro di Sardegna
3:a i Gran Premio di Lugano
5:a i Amstel Gold Race
6:a i Vallonska pilen
7:a totalt i Super Prestige Pernod
1972
Vinnare av  Interclubs TTT vid Belgiska mästerskapen
Vinnare av Herinneringsprijs Dokter Tistaert
2:a i Brabantse Pijl
2:a i Scheldeprijs
2:a totalt i Tour de la Nouvelle-France
3:a i Liège-Bastogne-Liège
3:a i Subida a Arrate
9:a i Flandern runt
9:a i Rund um den Henninger Turm
1973
Vinnare av etapp 9 i Volta a Catalunya
Vinnare av etapp 4 i Tour de Suisse
Vinnare av etapp 6 (TTT) i Paris-Nice
2:a i Grosser Preis des Kantons Aargau
2:a totalt i Belgien runt
Vinnare av etapp 1 (TTT)
2:a totalt i Giro di Sardegna
3:a i Amstel Gold Race
3:a i Brabantse Pijl
3:a i Giro di Lombardia
3:a totalt i Setmana Catalana de Ciclisme
6:a totalt i Tour de France
Vinnare av  poängtävlingen
8:a totalt i Paris-Nice
8:a i Flandern runt
8:a i Paris-Roubaix
8:a i linjelopp vid Världsmästerskapen i landsvägscykling
8:a i Paris-Tours
10:a i Vallonska pilen
 
1974
Vinnare av Brabantse Pijl
Vinnare av Grote Prijs E3-Harelbeke
Vinnare av Circuit de l'Aulne
Vinnare av Bordeaux-Paris
3:a totalt i Tour de Luxembourg
3:a i Grand Prix Impanis-Van Petegem
6:a i linjelopp vid Världsmästerskapen i landsvägscykling
7:a i Vallonska pilen
8:a i Paris-Roubaix
9:a i Rund um den Henninger Turm
10:a totalt i Tour de France
1975
Vinnare av Bordeaux-Paris
2:a i Critérium des As
3:a totalt i Tour de Luxembourg
7:a i Züri Metzgete
1976
Vinnare av Nationale Sluitingsprijs
Vinnare av Grand Prix de Wallonie
2:a i Bordeaux-Paris
6:a i Vallonska pilen
9:a i Liège-Bastogne-Liège
1977
Vinnare av Bordeaux-Paris
Vinnare av etapp 7 i Paris-Nice
Vinnare av etapp 2 i Driedaagse Brugge-De Panne
2:a i Flèche Hesbignonne
2:a i Critérium des As
3:a i Vallonska pilen
4:a i Vallonska pilen
9:a i Paris-Roubaix
9:a totalt i Dunkerques fyradagars
9:a totalt i Grand Prix du Midi Libre
1978
Vinnare av Bordeaux-Paris
Vinnare av Le Samyn
Vinnare av Omloop van het Houtland
2:a i Brabantse Pijl
3:a i Critérium des As
5:a i Liège-Bastogne-Liège
5:a i Paris-Bryssel
6:a i Flandern runt
8:a i Paris-Roubaix
8:a i linjelopp vid Världsmästerskapen i landsvägscykling
10:a i Rund um den Henninger Turm
1979
2:a totalt i Belgien runt
Vinnare av etapp 4a
3:a i Bordeaux-Paris
3:a i GP Stad Zottegem
9:a i Liège-Bastogne-Liège
1980
Vinnare av Bordeaux-Paris
2:a i Critérium des As
3:a i Grand Prix Impanis-Van Petegem
7:a i Liège-Bastogne-Liège
1981
Vinnare av Bordeaux-Paris
2:a i Critérium des As
2:a i Nokere Koerse